# 宗真仁子
宗真 仁子（そうま じんこ、12月29日 - ）は、日本の漫画家、イラストレーター。東京都出身。血液型はA型。同人活動ではJinco（じんこ）の名義。ハーレクイン、ボーイズラブ漫画と小説の挿絵を執筆している。2022年現在はハーレクインで活動中。

## 作品リスト

### ハーレクイン漫画作品
- 灼熱の週末
- 月の夜に愛して
- 砂漠の後見人
- 一年だけの結婚
- 異国に結ぶ恋
- 魂で愛して
- 恋は、ある日突然に（原作：ヘレン・シェルトン[2]）

### ボーイズラブ漫画作品
- 永遠のパシオン
- 禁じられた体温
- 限定で恋をしよう
- クロニック・ラブ 〜追憶〜
- 先生にお願い
- 記憶を抱いて眠れ
- 君に夢中
- 熱い視線で惑わせて 〜運命なんて信じない〜
- 好きだなんて言えない
- 不運な僕の幸運
- 傲慢な純愛
- 同居してもらいます！
- 禁じられた体温
- アンジェリーク スウィートメモリーズ

### 挿絵（小説イラスト）
- ON THE ROAD （文：朝月美姫）
- 風、見えず （文：朝月美姫）
- オレのゆずれない彼 （原作/文：鷹野京）
- 無敵の三原則 （原作/文：穂宮みのり）
- 草食動物の憂鬱 （原作/文：篠稲穂）
- ピアニストは君臨する （原作/文：氷高園子）
- HOLD ON ME ホールド・オン・ミー （原作/文：ふゆの仁子）
- 気まぐれ猫の攻略法 （原作/文：望月広海）
- 仕立屋の恋人 （原作/文：峰桐皇）
- これもひとつのフランクな （原作/文：峰桐皇）
- 19時からは甘い恋人 （原作/文：峰桐皇）
- 緑の楽園の奥で （原作/文：洸）
- KISSのシナリオ （原作/文：池戸裕子）
- ホットラインで恋をして （原作/文：緒方志乃）
- イミテーションラブ （原作/文：本庄咲貴）
- 小説アンジェリーク異聞 （文：久美沙織）
- 嘘つきの恋 （原作/文：染井吉乃）
- 蜜月の条件 （原作/文：染井吉乃）
- 誘惑のおまじない （原作/文：染井吉乃）